# Nordenskiöldsloppet

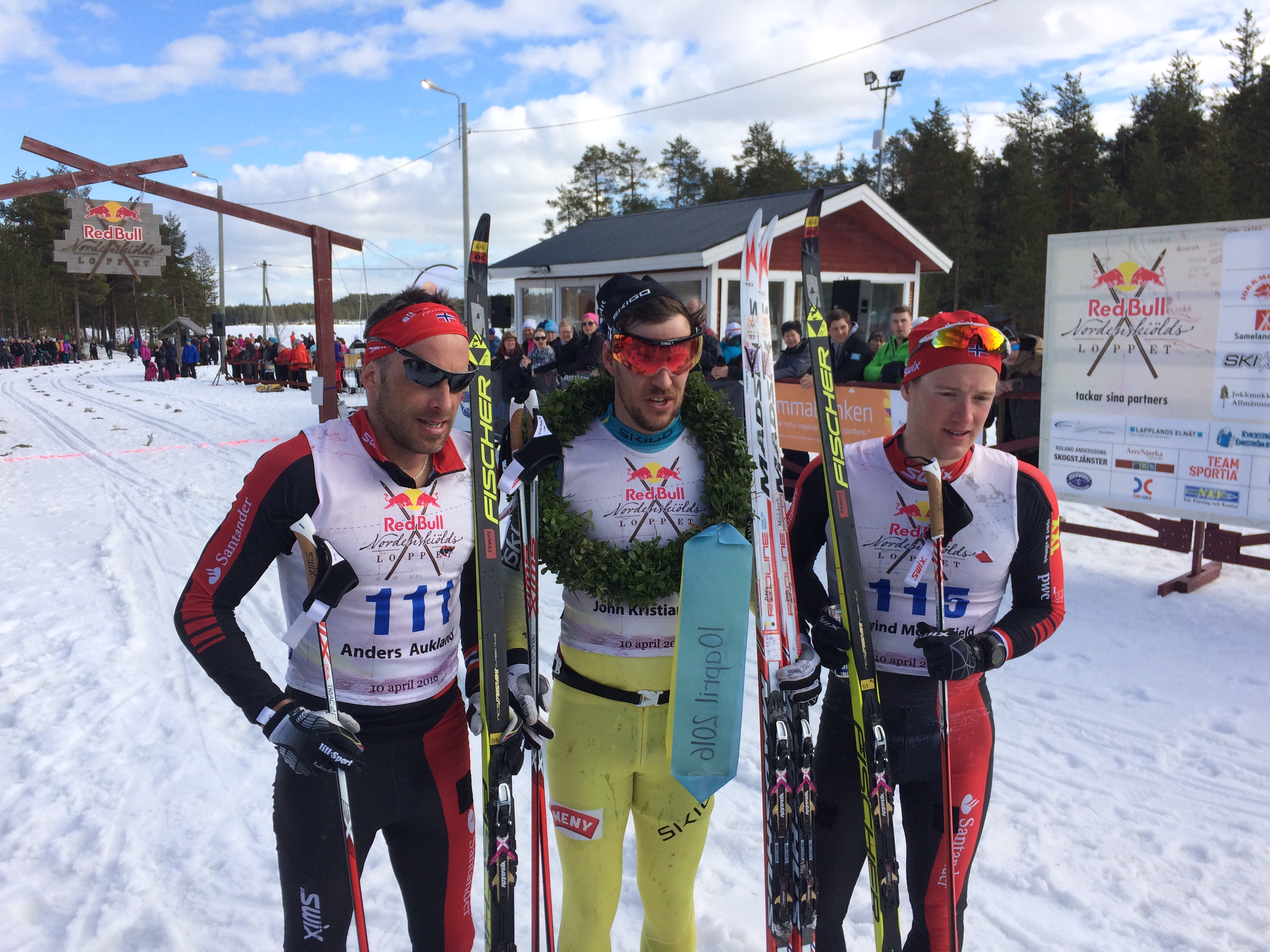
Die Sieger der ersten Auflage des modernen Nordenskiöldsloppet im Jahr 2016 (v. l. n. r.): Anders Aukland (2.), John Kristian Dahl (1.) und Øyvind Moen Fjeld (3.)

Der Nordenskiöldsloppet (deutsch Nordenskiöldslauf) ist ein Skilanglaufwettbewerb, der im April 1884 auf Initiative des Wissenschaftlers und Polarforschers Adolf Erik Nordenskiöld organisiert wurde und bei dem 18 Männer von und nach Jokkmokk in Schweden 220 Kilometer am Stück zurücklegten. Das Rennen wurde abgehalten, um zu beweisen, dass Nordenskiölds schwedische Grönlandexpedition von 1883 tatsächlich in der angegebenen Form stattgefunden hatte. Seit April 2016 gibt es das Rennen als modernen Langdistanzwettbewerb, es ist das längste Skirennen der Welt und wird im klassischen Stil absolviert.

## Geschichte
Nordenskiöld wurde nach seiner zweiten Grönlandexpedition im Jahr 1883 von vielen Seiten in Frage gestellt. Seine Informationen über den Ablauf der Unternehmung wurden massiv bezweifelt. Um zu beweisen, dass er Recht hatte, beschloss er, ein Skilanglauf zwischen Jokkmokk und Kvikkjokk zu organisieren.
Während der schwedischen Expedition 1883 nach Grönland blieb Nordenskiöld mit seinen Schlitten im Grönländischen Eisschild stecken. Seine Vision, das Innere Grönlands zu entdecken und zu erkunden, wurde dadurch verhindert. Er war fälschlicherweise davon ausgegangen, dass es sich im Binnenland der Insel um offenes, grünes Land mit Wäldern handelte, genau wie in Sibirien. Als letzten Ausweg schickte er zwei Sámi auf Skiern los, um weiter ins Inselinnere zu erkunden. Diese beiden, Pava Lars „Pava-Lasse“ Nilsson Tuorda und Anders Rassa aus dem nordschwedischen Dorf Tuorpon, nahmen als Skifahrer an der Expedition teil. Sie hatten mehrfach kürzere Erkundungsfahrten unternommen, um die beste Route für die Expedition zu finden. Am 22. Juli machten sie sich auf den Weg. Nach zwei Tagen Abwesenheit begann Nordenskiöld sich Sorgen zu machen, doch einen halben Tag später, nach etwa 57 Stunden, kehrten Tuorda und Rassa zurück. Wegen Trinkwassermangels mussten sie umkehren. Zu Nordenskiölds Enttäuschung gaben sie an, keine Waldflächen entdeckt zu haben. Dennoch war Nordenskiöld begeistert, als aus ihren Vermessungen berechnet wurde, dass sie 460 Kilometer zurückgelegt hatten. Sie waren zweieinhalb Tage lang fast ununterbrochen ohne Schlaf Ski gefahren, außer als sie während eines Sturms zwei Stunden lang ruhten.
Als Nordenskiölds Informationen über den Skiausflug die schwedischen Zeitungen erreichten, wurden sie mit großer Ungläubigkeit kommentiert. Sogar seine eigenen wissenschaftlichen Kollegen stellten das Ganze in Frage. „460 Kilometer in 57 Stunden – unmöglich!“ war die allgemeine Meinung. Nordenskiöld wandte sich an seinen stets wohlwollenden Gönner, den Geschäftsmann Oscar Dickson aus Göteborg, um einen Skiwettbewerb zu organisieren, der die Leistung seiner beiden Sámi belegen sollte. Es wurde beschlossen, dass das Rennen in der Heimatregion von Pava-Lasse im Jokkmokksfjell stattfinden sollte und dass es unter ähnlichen Bedingungen wie die Skifahrt während der Expedition stattfinden sollte. Die Distanz sollte über 200 Kilometer betragen, durch unbefestigtes Gelände führen und ohne Nachtruhe absolviert werden. Es wurde eine Organisation mit Preisjury, Zeitnahme und Kontrollen gegründet. Der zuständige Wettbewerbsvorstand bestand aus Vertretern des Militärs und der Kirche, wobei der Gouverneur die Gesamtverantwortung trug.
Als dann Pava-Lasse als Sieger die Gesamtstrecke in 21:22 Stunden absolvierte, war der Beleg erbracht, dass Tuorda und Rassa während der Expedition die berechnete Strecke von 460 Kilometern in 57 Stunden absolviert haben konnten.

## Moderner Nordenskiöldsloppet
Zwischen den 1950er und 1980er Jahren wurden in Jokkmokk Wettbewerbe namens Nordenskiöldsloppet ausgetragen, doch damals ging es nicht über die Originaldistanz. Mitte September 2014 wurde bekannt gegeben, dass Pläne bestehen, das Rennen im Jahr 2016 wieder auf der ursprünglichen Strecke durchzuführen. Ende März 2015 gab die Gemeinde Jokkmokk bekannt, dass das Rennen wieder aufgenommen werden solle, das dann erstmals im Jahr 2017 stattfinden sollte. Aufgrund des großen Interesses wurde jedoch beschlossen, das Rennen bereits im Jahr 2016 durchzuführen mit dem Ziel, den Wettbewerb in den kommenden Jahren schrittweise auszubauen. Das Rennen wird in Zusammenarbeit zwischen Jokkmokk SK, Nordenskiöldsloppet AB und mehreren lokalen gemeinnützigen Vereinen durchgeführt.
Das moderne Nordenskiöld-Rennen ist 220 Kilometer lang, wird im klassischen Stil gelaufen und führt über die Strecke Jokkmokk – Granudden – Njavve – Granudden – Purkijaur – Jokkmokk. Zur ersten Ausgabe am 10. April 2016 starteten 335 Skifahrende aus 16 Ländern, damals noch in Purkijaur außerhalb von Jokkmokk. Die Siegerzeit betrug über die dadurch etwas kürzere Strecke von 190 Kilometern bei den Männern 8 Stunden und 37 Minuten. Dabei wurde der Wettbewerb erst in einem Zielsprint zwischen den Norwegern John Kristian Dahl, Anders Aukland und Øyvind Moen Fjeld entschieden: die ersten drei kamen innerhalb einer Sekunde ins Ziel! Bester Schwede war der dreimalige Wasalauf-Sieger Jörgen Brink auf dem vierten Platz. Der Damenwettbewerb war hingegen fest in schwedischer Hand: es gewann Lina Korsgren mit zehn Sekunden Vorsprung auf Britta Johansson Norgren. Die dritte Frau, die das Ziel erreichte, war Nina Lintzén. Der letzte Skifahrer erreichte nach 23 Stunden das Ziel.
Alle Teilnehmenden, die schneller sind als die 21:22 Stunden von Pava-Lasse im Originalrennen, erhalten zusätzlich eine Leistungsmedaille.

## Rekorde
Die meisten Siege bei den Damen erzielten mit zwei Siegen die Schwedinnen Nina Lintzén (2017 und 2019) und Frida Hallquist (2021–2022) sowie bei den Herren mit drei Siegen der Norweger Andreas Nygaard (2017–2019). Den Streckenrekord über die volle Distanz von 220 Kilometern hält bei den Damen Nina Lintzén mit 13:01.01 Stunden (2017), bei den Herren ist es der Schwede Klas Nilsson mit 11:44.43 Stunden (2021).

## Ergebnisse
| Datum          | Länge                               | Sieger | Siegerinnen |
| -------------- | ----------------------------------- | --- | --- |
| 29. März 2025  | 220 km                              | | |
| 23. März 2024  | 220 km                              | 1. Oskar Kardin, Schweden - 12:44.02 2. Joar Andreas Thele, Norwegen - 12:44.07 3. Johan Lövgren, Schweden - 12:51.00                    | 1. Linnea Johansson, Schweden - 13:58.58 2. Sofia Lindberg, Schweden - 14:08.55 3. Frida Hallquist, Schweden - 14:15.05      |
| 2023           | Nicht veranstaltet                  | Nicht veranstaltet | Nicht veranstaltet |
| 26. März 2022  | 200 km                              | 1. Johan Lövgren, Schweden - 10:36.55 2. Antoine Auger, Frankreich - 10:43.20 3. Daniel Strand, Norwegen - 10:46.26                      | 1. Frida Hallquist -2-, Schweden - 11:42.37 2. Sandra Adriansson, Schweden - 12:02.16 3. Sofia Lindberg, Schweden - 12:13.59 |
| 27. März 2021  | 220 km                              | 1. Klas Nilsson, Schweden - 11:44.43 2. Jiří Pliska, Tschechien - 11:44.43 3. Daniel Strand, Norwegen - 11:47.31                         | 1. Frida Hallquist, Schweden - 13:32.20 2. Nina Lintzén, Schweden - 14:00.37 3. Olivia Hansson, Schweden - 14:43.38          |
| 28. März 2020  | Ausgefallen wegen COVID-19-Pandemie | Ausgefallen wegen COVID-19-Pandemie | Ausgefallen wegen COVID-19-Pandemie                                                                                          |
| 30. März 2019  | 220 km                              | 1. Andreas Nygaard -3-, Norwegen - 11:49.08 2. Øyvind Moen Fjeld, Norwegen - 11:49.09 3. Vegard Vinje, Norwegen - 12:00.20               | 1. Nina Lintzén -2-, Schweden - 13:51.07 2. Terhi Pollari, Finnland - 14:59.17 3. Olivia Hansson, Schweden - 15:40.54        |
| 24. März 2018  | 220 km                              | 1. Andreas Nygaard -2-, Norwegen - 13:25.22 2. Øyvind Moen Fjeld, Norwegen - 13:25.23 3. Stanislav Řezáč, Tschechien - 13:25.29          | 1. Emilia Lindstedt, Schweden - 14:01,13 2. Olivia Hansson, Schweden - 17:04.32 3. Maija Oravamäki, Finnland - 17:57.42      |
| 15. April 2017 | 220 km                              | 1. Andreas Nygaard, Norwegen - 11:48.07 2. Øyvind Moen Fjeld, Norwegen - 11:48.09 3. Christoffer Lindvall, Finnland - 11:49.48           | 1. Nina Lintzén, Schweden - 13:01.01 2. Emma Bergström, Schweden - 15:01.55 3. Andrea Wickbom, Schweden - 16:31.59           |
| 10. April 2016 | 190 km                              | 1. John Kristian Dahl, Norwegen - 8:35.17 2. Anders Aukland, Norwegen - 8:35.18 3. Øyvind Moen Fjeld, Norwegen - 8:35.19                 | 1. Lina Korsgren, Schweden - 9:23.55 2. Britta Johansson Norgren, Schweden - 9:24.05 3. Nina Lintzén, Schweden - 9:47.40     |
|                |                                     | | |
| 3. April 1884  | 220 km                              | 1. Pava Lars Nilsson Tuorda, Schweden - 21:22.00 2. Per Olof Ländta, Schweden - 21:22.05 3. Apmut Andersson Ahrrman, Schweden - 21:33.05 | |

Fett: Bestzeit über die volle Distanz